# Rudesindo Cantarell Jiménez
Rudesindo Cantarell Jiménez (1914-1997), conocido por ser el descubridor del campo petrolero más importante de México, actualmente el complejo Cantarell.
Mientras navegaba en la embarcación “Centenario del Carmen” en julio de 1961 en una peregrinación de la Virgen del Carmen, se percató de una mancha que brotaba del mar.
Cuando en 1968 arribó a la ciudad de Coatzacoalcos a vender huachinango tuvo una charla con un amigo petrolero el cual le recomendó que avisara a Petróleos Mexicanos. Así lo hizo, y aunque no le prestaron mucha atención, le aseguraron que mandarían una comisión a la Sonda de Campeche para analizar la posibilidad de que existiera petróleo en la zona.
Tres años más tarde, en 1971, la comisión de Petróleos Mexicanos se puso en contacto con Rudesindo, quien les llevó al sitio, para ese entonces llamado “La Chapopotera”. Tomaron muestras, se enviaron a Coatzacoalcos y a México Distrito Federal (Hoy CDMX), y los resultados de esos análisis fueron el campo petrolero más grande de Hispanoamérica.
Rudesindo recibió reconocimientos y homenajes por su hallazgo, Pemex lo hizo obrero y en su honor le pusieron su apellido.